# Casa de Girlan

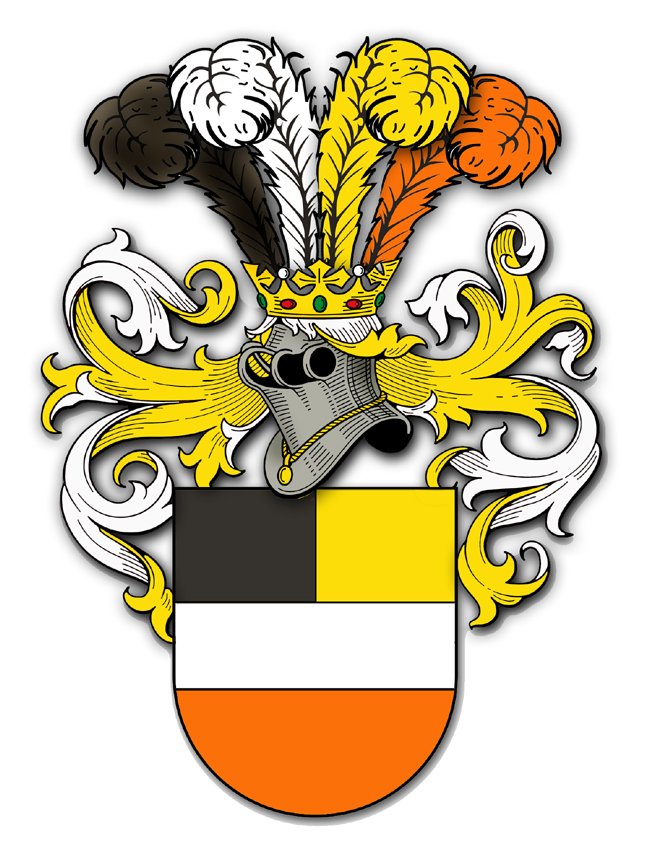
Brasão dos ramos de Altenburg e Altenburg-Leifers segundo Siebmacher e o Tiroler Wappen.

A Casa de Girlan foi uma família nobre de origem germânica radicada no antigo Principado de Trento. O sobrenome é toponímico, tendo se estabelecido em torno da vila de Girlan (Cornaiano em italiano), um distrito de Appiano, então sob a jurisdição de Trento mas hoje incluída na Província Autônoma de Bolzano, na Itália. Girlan fica numa área bilíngue e nas fontes medievais é grafada em muitas variantes italianas e alemãs, como Cornaliano, Curlan, Curnilan, Gurilano, Curinlan, Gurlano e outras. Tratando-se de uma família germânica, neste artigo foi adotada preferencialmente a forma Girlan. Devido à ausência de um verdadeiro sobrenome na família, seus membros usaram outros topônimos identificadores, principalmente de Griensberg, de Altenburg e de Appiano, onde fixaram sedes. 
Surgiram nos registros do Principado de Trento no início do século XII já como nobres e cavaleiros. Adquiriram um extenso patrimônio fundiário em fazendas, feudos e alódios, e ascenderam rapidamente na hierarquia do poder regional, tornando-se no início do século XIII a mais importante família servidora dos condes de Appiano, então uma das mais poderosas famílias do Principado, de quem receberam o senhorio de Girlan e outros bens e os serviram como ministeriales, copeiros, mordomos e burgraves nos castelos de Griensberg, Altenburg e Warth, mas seu apogeu durou pouco. Dependendo do patrocínio e proteção dos condes, com a sua extinção perderam seu senhorio e seus cargos, mas diversos membros da família serviram os bispos de Trento e deles receberam benefícios. A Casa de Girlan foi a origem de várias famílias novas, destacando-se os Fuchs e os Khuen, de longa e distinguida trajetória.

## História
Desde suas primeiras aparições nos registros já evidenciam ser uma família germânica bem estabelecida com funções ministeriais. Enquanto que no norte da Germânia os ministeriales pertenciam à baixa nobreza, no Tirol e na Áustria eles tinham um estatuto elevado, vindo logo depois dos condes e barões. Segundo Bettotti & Landi, especificamente no Principado de Trento, desde o século XII eles já haviam sido absorvidos na classe dirigente, tornando-se indistinguíveis dos outros vassalos dos bispos.
Os mais antigos registros os mostram servindo a Cúria de Bressanone e ligados a diversos mosteiros bávaros que tinham propriedades nos principados episcopais de Bressanone e Trento, mas em seguida passam a servir os condes de Appiano e a Cúria de Trento. O mais antigo membro individualizado da família é o dominus Hermannus de Girlan (Hartmannus), cuja família há gerações tinha alódios na área de Girlan. Entre c. 1091 e 1097 era ministerialis do bispo de Bressanone, servindo como testemunha numa grande doação de terras em Kampill e outros locais na região de Bolzano que o ministerialis Meripoto e sua mulher Ricart fizeram à Igreja de Bressanone em benefício de suas almas, e no início do século XII Hermannus aparece como pai de Cunradus, Villanus e Wilhelmus. A domina Willebirch (Willipurch) de Girlan e suas irmãs Oza e Gepas em torno 1130-1140 doaram 5 denários ao altar de São Ingenuino e na mesma ocasião Ingram, ministeriais do bispo de Bressanone e filho de Gepas, doou dois servos à Igreja de Bressanone em nome da mãe. Em 1175 o filho de Ingram, Hecelo de Sarentin, serviu de testemunha quando o conde Henricus de Appiano confirmou uma doação que anteriormente seus ministeriales Hartmannus e Cunradus haviam feito ao Mosteiro de Schäftlarn na Baviera. A domina Willebirch no fim da vida, desejando renunciar ao século, em torno de 1170-1180 dividiu as terras agrícolas e viníferas que possuía em Russan, Harena e Kampill na região de Bolzano, doando metade para o filho Adelpretus de Girlan e metade para o Mosteiro Novo de Freising na Baviera. Após a morte de Adelpretus seu legado também reverteria para o Mosteiro. Adelpretus já havia aparecido antes. Em torno de 1140 foi testemunha na libertação de duas servas do bispo de Bressanone e na doação de bens à Igreja, antes de 1165 foi testemunha em um acordo entre os condes de Appiano-Ultimo a respeito de direitos sobre vinhedos em Appiano, e antes de 1166 apareceu com seus irmãos Gotpoldus e Hainricus como ministeriales testemunhando a sujeição do mosteiro beneditino de Rott em Wasserburg am Inn, na Baviera, à jurisdição do bispo de Trento.

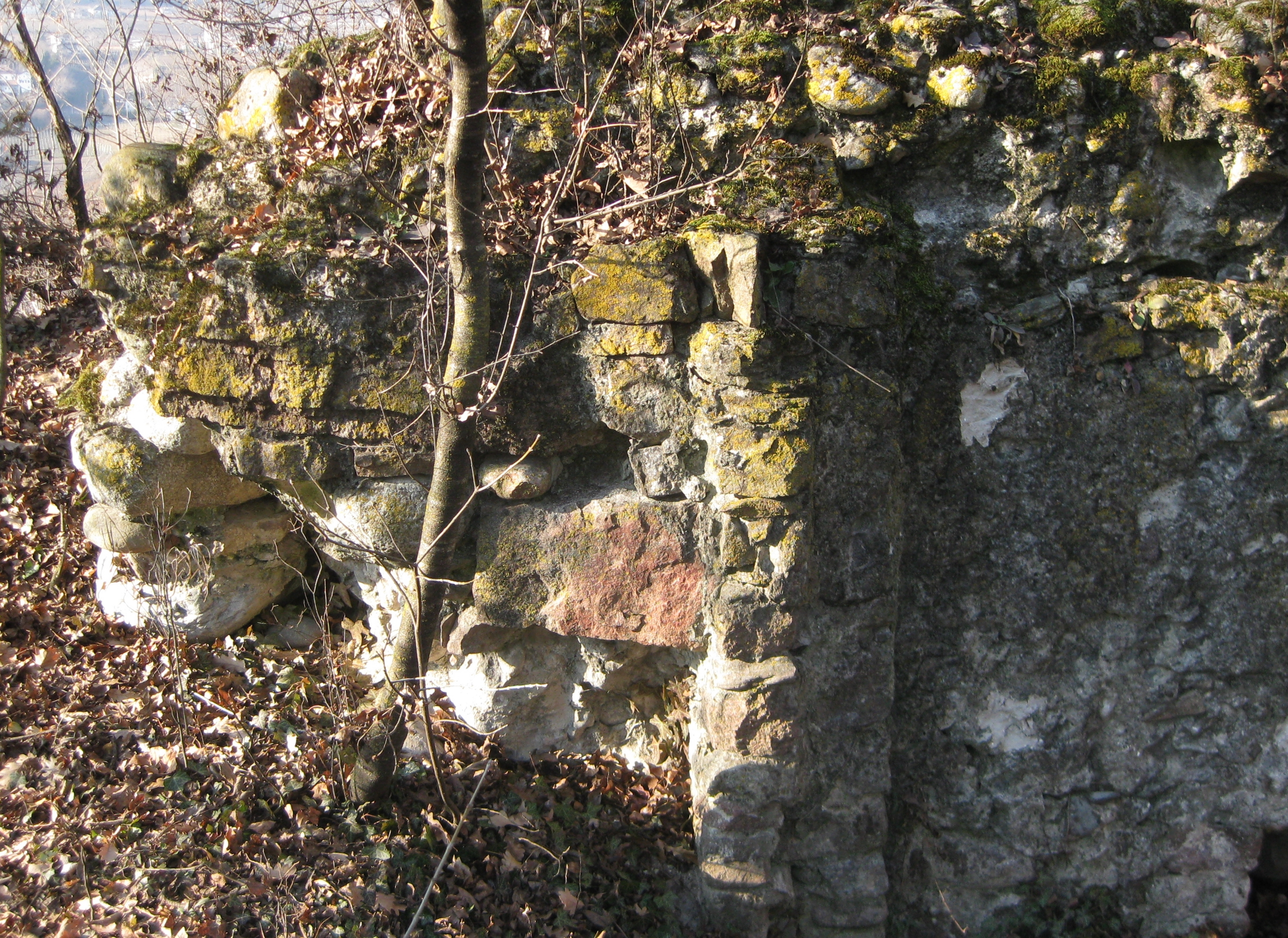
Um dos poucos vestígios remanescentes do Castelo Griensberg.

A seguir aparece o dominus Odolricus I de Appiano ou de Girlan (Ulricus), cavaleiro, vassalo e ministerialis dos condes de Appiano e primeiro senhor conhecido de Girlan, atestado entre 1169 e 1195 como testemunha em vários atos dos condes. Foi o chefe da família em sua geração e provavelmente foi ele quem construiu em Girlan em torno de 1170 o castelo que se tornou a sede da família: o Castelo Griensberg. A partir do nome deste castelo alguns membros da família usaram o topônimo de Griensberg.
Nesta época o Principado de Trento estava em seu período formativo, suas fronteiras ainda eram mal estabelecidas e o poder temporal dos bispos era frágil, sendo contestado pela nobreza local, sempre ambiciosa e violenta. O Principado havia sido estabelecido pelos sacro imperadores com o objetivo de controlar uma região estratégica que fazia a ligação entre a Germânia e a Itália, sendo colocado um governante não hereditário, um bispo, a fim de que não se formasse ali uma dinastia que pudesse vir a se rebelar contra o Império e ganhar independência. Pelo mesmo motivo havia sido criado o principado episcopal vizinho de Bressanone. É um exemplo desse contexto de agitação política e insegurança institucional a prisão do bispo Adelpreto II em 1158 pelo conde de Appiano e seu assassinato em torno de 1177 pelo senhor de Castelbarco. Assim, numa tentativa de sujeitar a nobreza, os bispos de Trento estavam empenhados em um processo de feudalização de todos os bens alodiais dos nobres, criando uma rede de obrigações formais entre eles e a Cúria, que não obstante frequentemente eram desrespeitadas. O Castelo Griensberg havia sido construído sem a permissão episcopal, e em 1185 o bispo Alberto Madruzzo ordenou sua destruição se sua situação não fosse regularizada. No mesmo ano os condes de Appiano intermediaram um acordo com o bispo, o castelo foi sujeito à jurisdição episcopal, e Odolricus I retratou-se junto ao bispo pelas ofensas e agravos que cometera, jurando-lhe fidelidade e obediência. Depois disso o castelo não é mais mencionado diretamente nas fontes medievais, mas o topônimo do castelo permaneceu em uso até meados do século seguinte, e isso provavelmente indica que a fortaleza ainda existia nesta época. Seja como for, dele só restam vestígios das bases. 

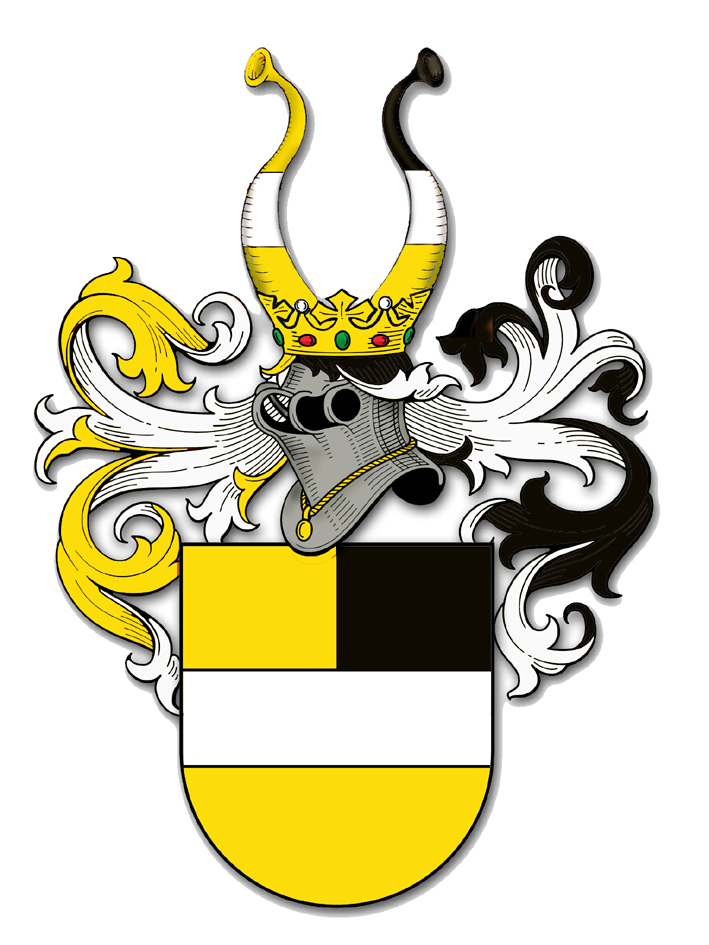
Brasão do ramo de Altenburg-Tramin.

Em torno de 1175 Odolricus I e seu irmão Swikkerus eram copeiros do conde de Appiano e dele receberam dois vinhedos em Missian. A partir de 1185 até seus últimos registros Odolricus I serviu como burgrave do Castelo Altenburg, a principal sede dos condes de Appiano. Testemunhou em Bolzano um importante intercâmbio de bens e feudos entre os condes e o bispo em 1189, e em 1194 comprou junto com seus irmãos dois feudos em Camerag e Tescha, na área de Appiano. No mesmo ano testemunhou a entrega do Castelo Altenburg para o bispo, que o devolveu aos condes de Appiano como feudo, com a condição de que em caso de guerra ele seria franqueado para as tropas do bispo. Ao que parece Odolricus I revelou-se rebelde à autoridade episcopal outras vezes, pois em seu último registro, de 1195, junto com o filho Odolricus II e seu parente o castelão Eticho prometeu ao bispo apresentar-se diante dele num prazo de três meses se ele ou seus homens cometessem novas hostilidades contra o bispo ou seus servidores em Altenburg, renovando seu juramento de fidelidade.
Enquanto isso, os senhores de Girlan se tornavam uma família populosa, lançando ramos em vários outros locais nas redondezas, especialmente Appiano, Altenburg, Tramin, Bolzano e Warth, adquiriam um expressivo patrimônio fundiário em feudos, fazendas e alódios e desempenhavam múltiplas funções para os condes de Appiano e os bispos de Trento. Na geração seguinte atingiriam seu apogeu como os principais servidores dos condes de Appiano, uma da quatro mais poderosas famílias do Trentino no século XIII. A família de Odolricus I permaneceria controlando Altenburg até a extinção dos condes, comandando uma grande equipe de ministeriales e cavaleiros.
Odolricus I sem dúvida foi visto pela família como uma figura fundadora, pois seu nome se repetiria numerosas vezes nas gerações seguintes. Seu filho o dominus Odolricus II de Griensberg foi atestado pela primeira vez em 1195, quando era um dos castelãos de Altenburg e junto com o pai jurou fidelidade ao bispo de Trento. Sucedeu o pai como senhor de Girlan e do Castelo Griensberg, mantendo essas posses pelo menos até 1231, em 1208 testemunhou um acordo entre o bispo de Trento e o conde do Tirol sobre os direitos de cada um sobre Bolzano, em 1210 testemunhou a cessão ao bispo de Trento dos diretos do conde de Ultimo sobre o Castelo de Tenno em troca da sua investidura de um feudo em Foiana, jurando fidelidade ao bispo e prometendo ajudar o conde a cumprir seus compromissos; em 1216 testemunhou o compromisso de vários nobres ao bispo de Trento jurando não reforçar suas torres e castelos sem permissão, e em 1222 testemunhou em Altenburg a posse do Mosteiro de Irsee pelos condes. Em 1224 era copeiro do Mosteiro de S. Georgenberg em Intal e recebeu um alódio isento de impostos em Zinta do conde de Ulricus de Appiano-Ultimo, que o chamou de dilectus fidelis noster.
Em 5 de janeiro de 1231, quando era senescal de Girlan, o conde Ulricus de Appiano-Ultimo, o último conde, que não tinha descendentes diretos, fez seu primeiro testamento entregando para o bispo de Trento todo o seu vasto patrimônio particular e todos os seus parentes dependentes, vassalos, ministros e pessoal de sua Casa com suas famílias e todos os bens que eles haviam recebido do conde. No mesmo ato Odolricus II foi nomeado senescal de Altenburg e passava a integrar o corpo de vassalos da Cúria Episcopal, jurando fidelidade ao bispo. Odolricus II foi citado em primeiro lugar na longa lista de pessoas, antes mesmo que os colaterais do conde. Tais listagens naquele tempo seguiam uma rigorosa ordem de precedência, e sua colocação na ordem significa que era o mais destacado dos ministros da Casa de Appiano e detinha importante projeção regional. O conde também atestou que Odolricus II, assim como todos os seus outros vassalos, além de nobres eram cavaleiros descendentes de cavaleiros (sunt nobiles ...., et omnes sunt Milites de genere Militum). Depois Odolricus II mudou-se para Trento, acompanhado de vários familiares. Foi casado com a domina Bona e morreu antes de 1241, deixando dez filhos. Apenas um é conhecido pelo nome, o dominus Johannes de Altenburg, cavaleiro, burgrave de Altenburg, um dos principais ministerialis do conde Ulricus, nomeado em terceiro lugar na lista de 1231, pai de sete filhos não nomeados.

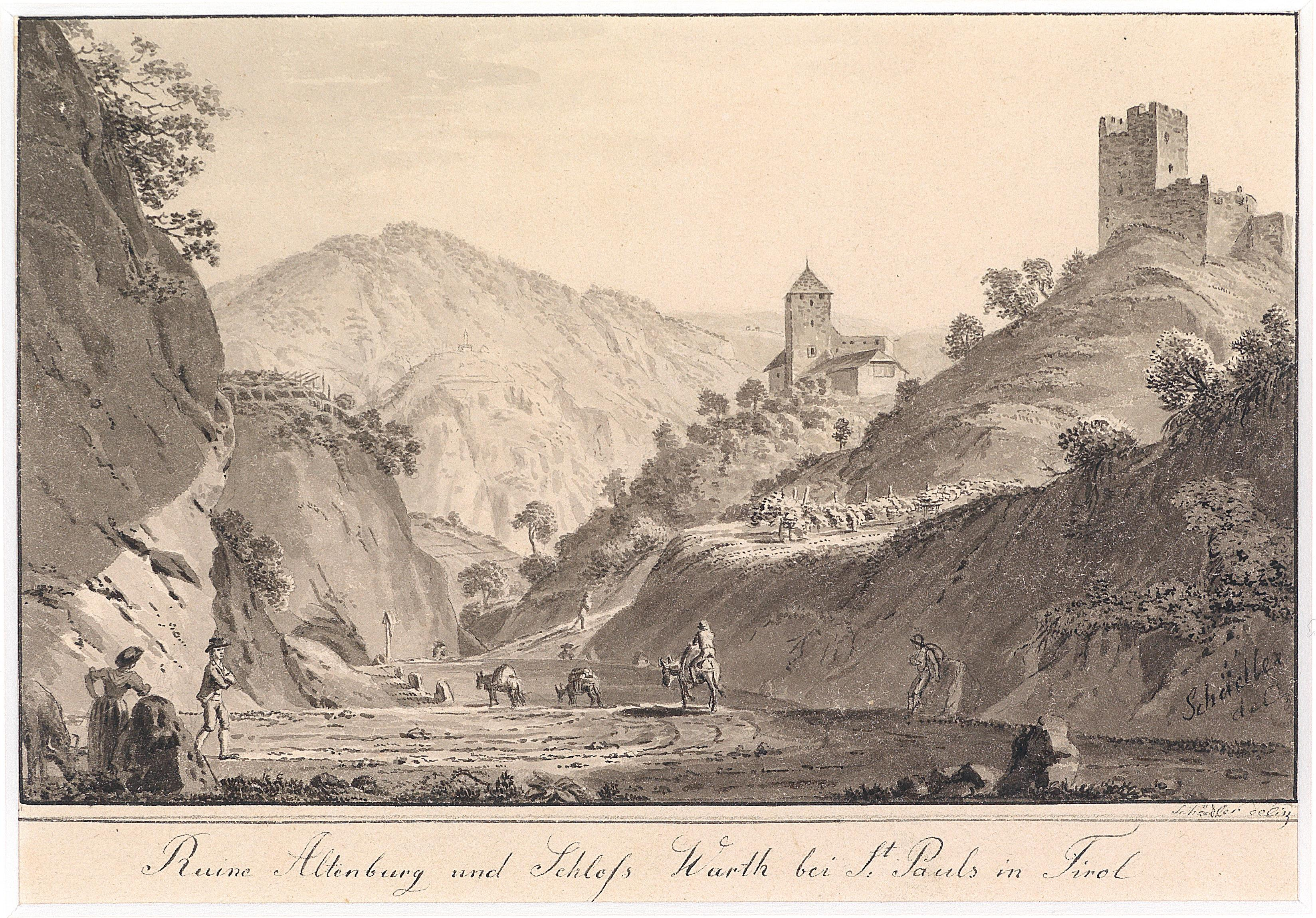
Gravura de c. 1820 mostrando as ruínas do Castelo Altenburg à direita e o Castelo Warth à esquerda, construído por Ullinus de Altenburg, membro da família. O Castelo Warth ainda existe em boas condições e está em uso.

São conhecidos diversos outros membros da família mas sua genealogia é extremamente fragmentária. O dominus Wolferus de Girlan ou de Altenburg, o Velho, provavelmente um irmão de Odolricus II, atestado a partir de 1208, foi ministerialis e mordomo dos condes de Appiano e burgrave de Altenburg. Antes de 1230 estava morto, deixando o filho Odolricus III de Girlan e a filha domina Sophia, mas provavelmente teve outros, pois segundo Karl Bosl provavelmente dele descende o ramo de Altenburg-Warth.
O dominus Wolferus de Altenburg, o Jovem (não é filho do Velho), atestado entre 1231 e 1242, teve bens em Girlan, Stillendorf, Kampill, Bolzano e Trento, fez doações para a Igreja, foi cavaleiro e um importante ministerialis do último conde de Appiano, e várias vezes testemunhou em seus atos, inclusive no seu segundo testamento de 1241. Foi irmão do burgrave dominus Odolricus IV de Altenburg e teve uma filha e "herdeiros" não nomeados.
Zuco de Girlan foi ministerialis dos condes e em 1181 testemunhou a importante venda para o bispo de Trento feita pelos condes dos castelos de Greifenstein e Mezzocorona, uma mina de ouro em Tassullo, uma floresta em Ritten, um campo em Egna e casarões em Vatena, Tramin e Magrè em troca da fortuna de 1.400 libras de Berna e um enfeudamento desses bens pela duração de suas vidas. Eticho, parente próximo de Odolricus I, em 1195 era um dos castelãos de Altenburg e jurou fidelidade ao bispo. Seu irmão Pabo de Girlan em c. 1170 foi testemunha em Salorno em uma doação de bens ao Mosteiro de Polling na Baviera, em 1180 era um dos ministeriales e vassalos da Abadia de Sonnenburg e jurou obediência quando o bispo de Trento a tomou sob sua jurisdição, tendo como testemunhas os condes de Appiano e outros nobres, em 1181 testemunhou a cessão de vassalos e ministeriales do bispo à abadia, e em 1204 é citado como cavaleiro e testemunha junto com os condes de Appiano na abertura do testamento da defunta abadessa.
Jakobin, filho de Villanus, foi ministerialis e testemunhou em 1189 na fundação do mercado de Enno, e numa investidura feudal pelo bispo de Trento, junto com seu pai e seus tios Cunradus e Wilielmus. Hainricus de Girlan, neto de Villanus, em 1242 provou em seu nome e no de seu irmão  Witegus e suas irmãs, diante do delegado do bispo de Trento, que os bens que possuíam era alodiais e isentos de impostos, e que desde muito antes do tempo do dominus Hermannus a família tinha alódios na região de Girlan.Otto e Egeno de Griensberg foram cavaleiros, Nichilinus de Altenburg e seus irmãos foram cavaleiros e ministeriales dos condes de Appiano.
Em meados do século XIII, com a extinção dos condes de Appiano, complicada pela agressiva política expansionista dos condes do Tirol, a família se dispersou. Alguns ramos receberam dos bispos de Trento ou dos condes do Tirol os senhorios de Griensberg, Tramin, Warth, Altenburg e Fuchsberg, fundando novas famílias, mas a maioria dos seus descendentes desprovidos de senhorios parece ter se fixado em Bolzano, onde aparecem vários Odolricus de Girlan e várias outras pessoas usando nomes tradicionais da família. Ali foram patronos da igreja e do hospital, fazendo doações de terras e outros bens. Mantiveram alódios e pequenos feudos na área de Girlan e fizeram muitos casamentos na nobreza. Contudo, em meados do século XIV o toponímico de origem de Girlan deixou de ser usado e o destino da família se torna difícil de acompanhar. Provavelmente adotaram novos sobrenomes.

## Famílias derivadas

### Altenburg, Tramin e Khuen
|                                      |  |                      |
| Variante do brasão Altenburg-Tramin. |  | Brasão Khuen Belasi. |

O ramo dos senhores de Altenburg, cujo brasão foi mostrado no início deste artigo, foi fundado pelos castelãos de Altenburg, e se extinguiu em torno de 1400. Os senhores de Altenburg-Tramin foram ministeriales dos condes de Appiano e a partir da segunda metade do século XIII se transferiram para Coredo, onde se tornaram co-senhores do castelo local, extinguindo-se ali no século XV. O brasão de Altenburg-Tramin, existente em duas variantes, foi herdado pelos senhores de Platen e depois pelos Payr de Kaldiff (Bolzano). Outra variante foi usada pelos Payr de Leifers (Bolzano).
Egeno de Griensberg em 1185 era senhor de Tramin. Tinha o apelido Kühne, e é considerado o fundador da família Khuen. Um ramo ganhou notoriedade após o casamento de Arnolf Khuen de Tramin, descendente de Egeno, com a baronesa Elisabeth Belasi-Ragonia, última da sua família e herdeira do castelo Belasi, fundando a família Khuen-Belasi, que adotou um novo brasão. A partir do século XV esta família se dividiu em três grandes ramos — Gandegg, Lichtenberg e Aur, com vários sub-ramos —, ganharam os títulos de barões e condes e outros castelos. A linha fundada por Jacob Khuen-Belasi, casado com Maria Magdalena Fuchs von Fuchsberg, sobrevive até hoje. Destacam-se o barão Johann Jakob Kuen von Belasy, arcebispo de Salzbugo, o conde Johann Franz Khuen von Belasi, príncipe-bispo de Bressanone, e o conde Károly Khuen-Héderváry, primeiro-ministro e vice-rei da Croácia.

### Warth

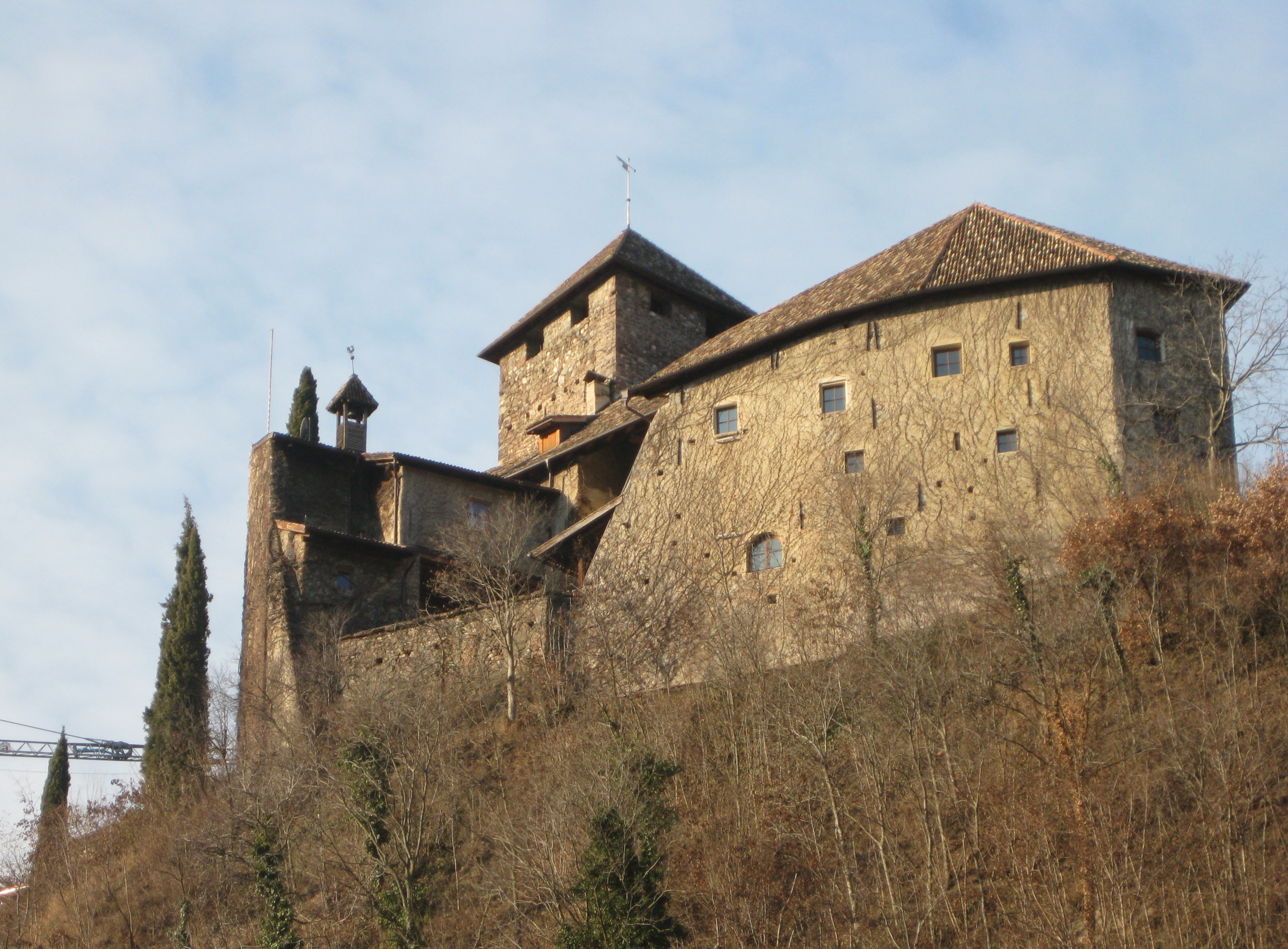
O Castelo de Warth.

O dominus Ullinus de Altenburg, descendente do ramo de Altenburg, advogado da capela de São Martinho e provavelmente ministerialis no Castelo Griensberg, foi o fundador do ramo de Warth, construindo em torno de 1250 um castelo no local sobre uma antiga torre fortificada. Foi pai de Arnoldus de Warth, casado com a domina Gesa e pai de Hainricus, Ulricus e Wolfelinus. Aparentemente se extinguiram em meados do século XIV.

### Fuchs

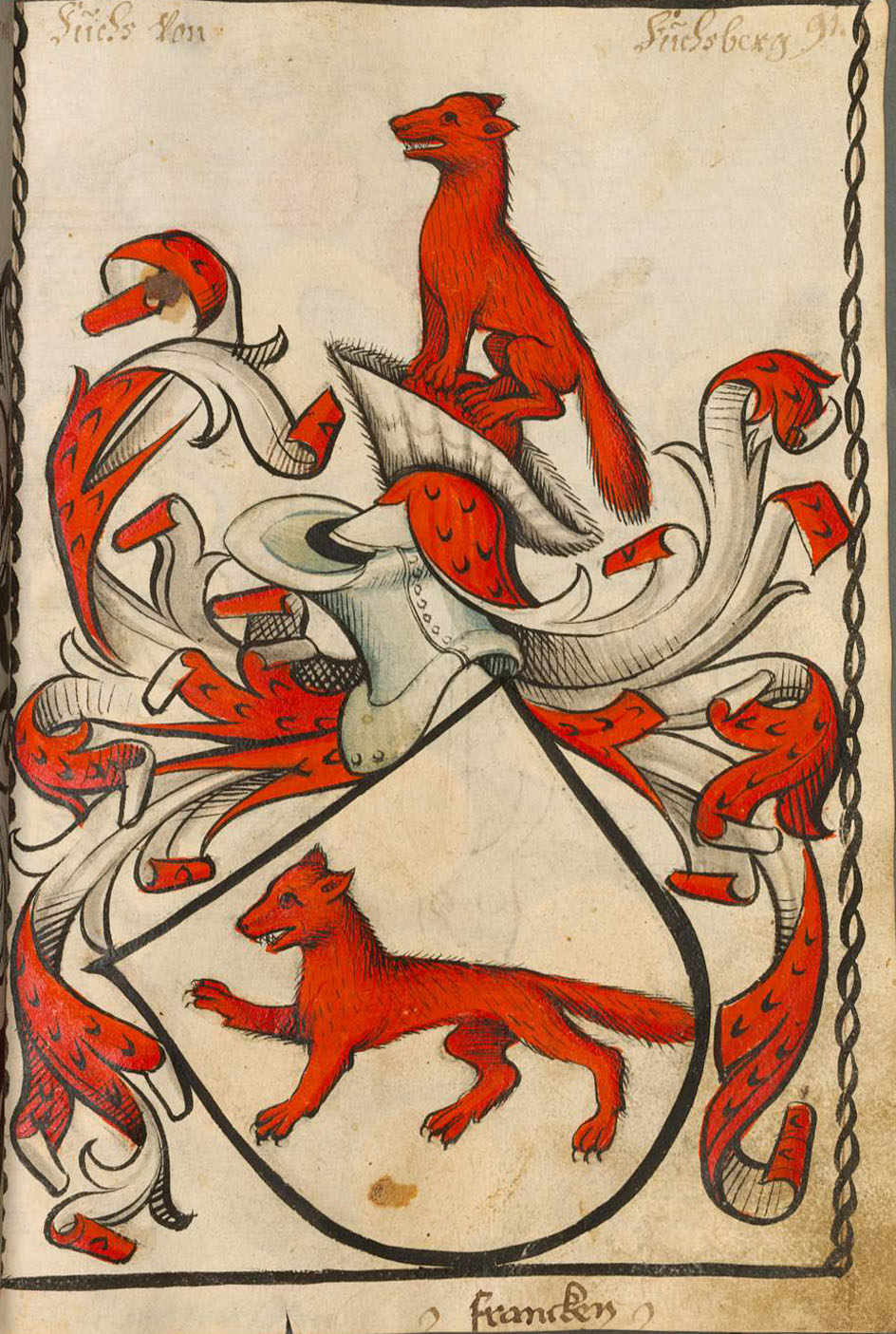
Brasão Fuchs.

A família foi fundada por Odolricus de Appiano, que era um parente, ou mais provavelmente um descendente direto, de Odolricus II de Girlan. Segundo Landi, o parentesco com os senhores de Girlan é reforçado pela repetição entre os Fuchs dos principais nomes próprios da família (Ulricus/Odolricus, Johannes e Wolferus) e pela posse de bens contíguos. É também significativo que eles tenham sucedido os Girlan no patronato da igreja de Girlan e no burgraviado de Altenburg.
Odolricus de Appiano tinha o apelido Fuchs (raposa), adotado como sobrenome pela sua descendência. Sua primeira sede foi o Castelo Fuchsberg. A família serviu os condes de Appiano como cavaleiros, ministeriales e castelãos de Altenburg. Depois se dividiram em três ramos principais, obtendo em 1491 um novo brasão com a figura da raposa, e depois os títulos de barões e condes Fuchs von Fuchsberg e os castelos de Jaufenburg, Schenglsberg, Lebenberg e Freudenstein, entre muitos outros bens. Podem ser citados nesta família Wolfhart Fuchs von Fuchsberg, oficial de justiça, Degen Fuchs von Fuchsberg, cavaleiro, conselheiro imperial em Innsbruck, Richard Fuchs von Fuchsberg, capitão e conselheiro imperial, e seu filho Christoph Fuchs von Fuchsberg (1482-1542), capitão em Kufstein, conselheiro militar e imperial em Innsbruck, presidente do Conselho da Alta Áustria, e mais tarde cônego, reitor de Innichen e príncipe-bispo de Bressanone. Tiveram seu brasão aumentado várias vezes e se extinguiram na linha masculina no século XIX.

### Paternoster
A família foi fundada por Odolricus III de Girlan (Ulricus), filho do dominus Wolferus de Girlan-Altenburg, dito o Velho, mordomo do conde de Appiano e burgrave de Altenburg. Odolricus tinha o apelido Paternoster, e apareceu pela primeira vez em torno de 1220 como testemunha junto com o pai numa importante carta que inventariou todos os bens da Igreja de São Paulo em Girlan, mas a partir da década de 1240 passou a usar Paternoster como sobrenome. Odolricus III foi vassalo do dominus Fridericus Noner, de quem obteve a confirmação de seus bens, tendo o dominus Wolferus o Jovem como fiador, em 1241 serviu de testemunha junto com o dominus Johannes de Girlan na entrega da custódia de todos os bens da Igreja de São Paulo para o provedor Folcus, e em 1242 junto com o dominus Wolferus o Jovem e vários outros nobres foi testemunha na confirmação de bens do dominus Henricus de Mareit, um dos principais ministerialis do conde de Appiano-Ultimo. No mesmo ano ele e Wolferus o Jovem conjuntamente prometeram casar a domina Sophia, irmã de Odolricus, com Arnoldus, filho do dominus Henricus Jaudes. Foi fixado para Sophia um dote de 600 libras, o que era uma pequena fortuna.Ver nota: Se Sophia morresse sem herdeiros metade do dote deveria ser devolvida para Odolricus. O contrato foi firmado em presença do conde de Appiano-Ultimo e vários outros nobres.

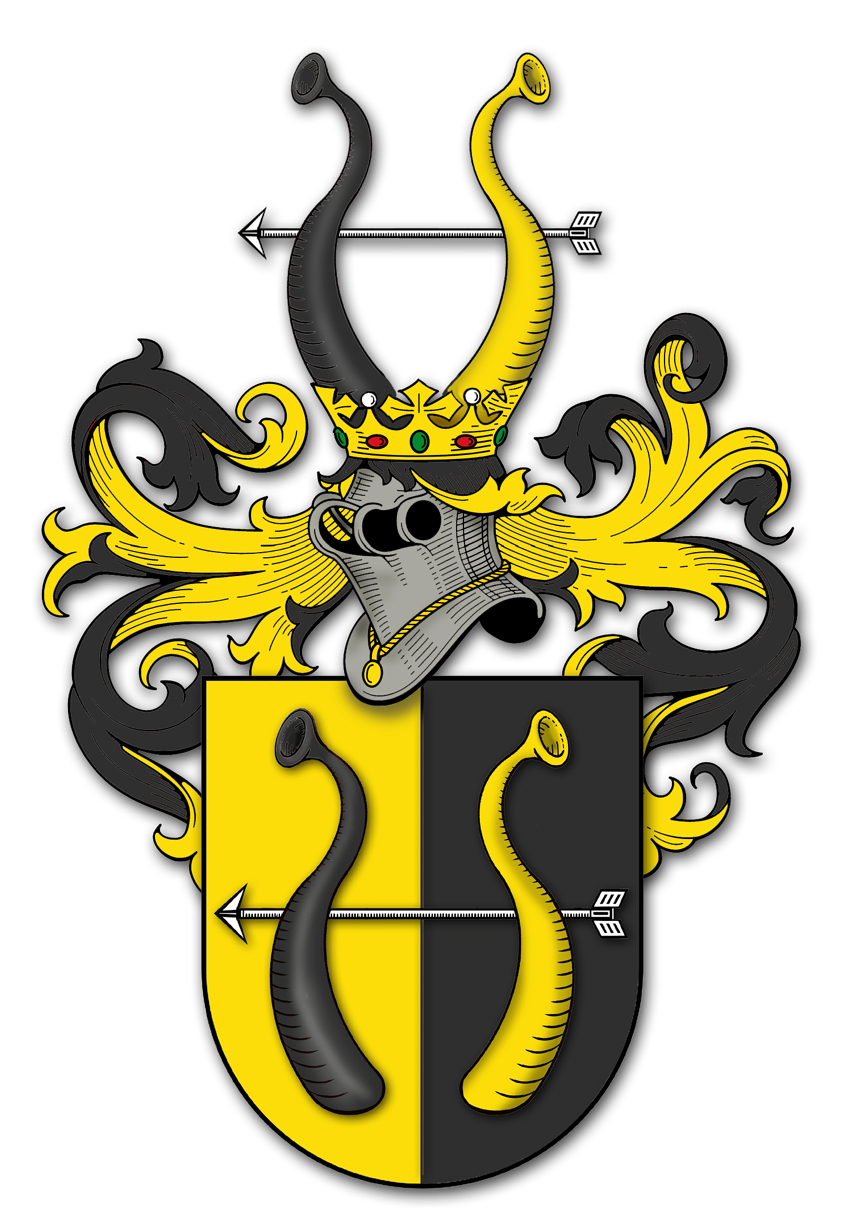
Brasão Paternoster de Romallo.

Nenhum filho de Odolricus é citado explicitamente, mas deve ser seu filho Çenobie Paternoster (Zenóbio), que em torno de 1245 participou de depredações não especificadas em Appiano junto com outras pessoas, sendo acusados judicialmente. Sua descendência se fixou na área entre Appiano e Bolzano, onde os Paternoster são registrados até o início do século XV. Destacam-se neste período Ullinus, que em 1330 era senhor de um feudo constituído sobre o dízimo da vila e das montanhas de Haselberg, nos arredores de Bolzano, aparentemente recebido como herança de Otto, o último senhor de Haselberg, morto no ano anterior, e o padre Johannes, pároco de Schenna, morto antes de 1435.
Depois a família se estabeleceu em vários locais do Vale de Non e se italianizou. A maioria desses ramos desapareceu rapidamente dos registros. Há evidências indicando que o grupo Paternoster de Romallo, o único a sobreviver no Vale de Non, é outro ramo dos Paternoster de Girlan. Em Romallo foi atestado um brasão. O primeiro a aparecer foi Antonio Paternoster, morto antes de 1518, pai de Vitale, pai de ser Valentino, notário ativo entre 1513 e 1519. A família foi prolífica, integrou-se na vicinanza e desempenhou um papel relevante na estruturação dos estatutos comunais, sendo uma das mais presentes nas atividades do Conselho. Em 1598 Antonio era um dos deputados encarregados pelo Conselho de reformar os estatutos comunais, na mesma data Antonio II e Dominico eram conselheiros. Giovanni Batista foi deputado de Romallo na reforma dos estatutos da comuna vizinha de Casez em 1632, o magnifico Giovan foi regolano (juiz e presidente do Conselho) e presidiu a reforma dos estatutos de Romallo em 1740, Dominico e Giovan Antonio foram conselheiros no século XVIII. Antonio III foi ministerialis dos condes Thun. A partir de Romallo a família iniciou um outro ciclo de dispersão, lançando ramos para várias outras comunas do Vale de Non, sobrevivendo até hoje com muitos descendentes. Em tempos modernos a família recebeu o apelido Nonesi devido à sua concentração no Vale de Non.

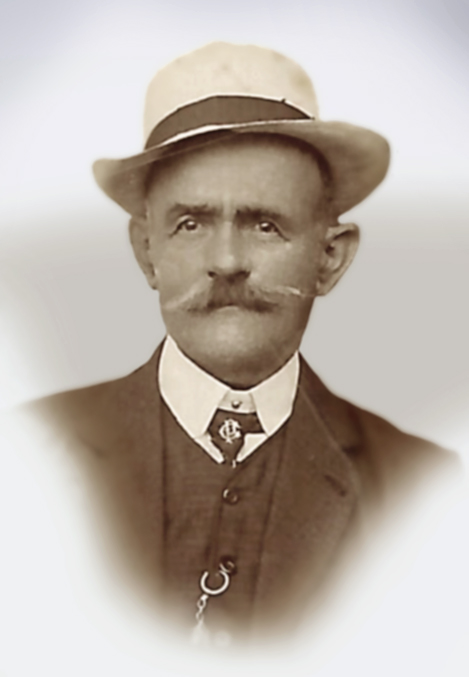
João Paternoster, do ramo brasileiro

Em tempos recentes podem ser citados Luca, conselheiro municipal em Mezzocorona; Ernesto de Denno, dramaturgo, em Vigo di Ton, Francesco e Silvia, conselheiros, Nicolò, secretário de Esportes e Ambiente. Anselmo, nascido no Vale de Non, mudou-se para Vittorio Veneto no fim do século XIX, onde recebeu o título de cavaleiro e um brasão com um leão rampante de ouro em campo azul. Depois fixou-se em Barile, onde a partir de 1925 deu início à produção de vinho, sendo o pioneiro da vinicultura moderna na região. Seus filhos Pino e principalmente Giuseppe deram continuidade à cantina, que quando Giuseppe faleceu produzia 150 mil garrafas por ano, tendo se tornado uma das mais importantes da região da Basilicata e recebido muitos prêmios.
Um ramo se estabeleceu no Brasil através de Giacomo Paternoster, professor e síndico (prefeito) de Vigo di Non. Serviu o conde Matteo Thun como escrivão e perito agrimensor por muitos anos. Emigrou para o Brasil em 1876 e foi o primeiro professor público de Caxias do Sul. Seu filho João Paternoster foi proprietário de terras e um dos fundadores do Bairro São Pelegrino, hoteleiro, padeiro, político, um dos fundadores e conselheiro da Sociedade Príncipe de Nápoles, um dos fundadores e diretor da Associação dos Comerciantes, fabriqueiro da Catedral e da Igreja de São Pelegrino, tornando-se destacada figura pública na primeira metade do século XX, e deixando grande descendência. Entre os filhos de João destacam-se Ida, uma das fundadoras e primeira presidente da associação cultural Éden Juventudista, considerada uma mulher à frente de seu tempo, Dante, um dos diretores da Sociedade Vinícola Rio-Grandense, em seu auge a maior vinícola do Brasil, e Pery, vereador duas vezes, presidente da Câmara, conselheiro do Centro da Indústria Fabril, gerente da Companhia Lanifício São Pedro, um dos organizadores e presidente da Cooperativa de Consumo São Pedro, e benemérito do distrito de Galópolis. Segundo Herédia, ele era “reconhecido por todos como um eficiente administrador, homem de justiça e de seriedade. Trabalhava na fábrica desde 1934, e havia dedicado praticamente toda a sua vida a ela e a Galópolis".